# Edward Krupka
Edward Krupka (ur. w 1851 w Podgórzu, zm. 21 września 1918 w Suchej Beskidzkiej) – kupiec, polityk narodowodemokratyczny i poseł do austriackiej Rady Państwa.
Kupiec, właściciel domu i sklepu oraz członek Rady Miejskiej w Suchej Beskidzkiej, Przewodniczył Radzie Szkolnej Miejscowej. Pełnił funkcję naczelnika Straży Ogniowej. Należał do Towarzystwa Gimnastycznego „Sokół”, Koła Wędkarskiego,  Wspierał materialnie młodzież. Członek Rady Powiatowej w Żywcu (1898-1912). Członek Wydziału Powiatowego w Żywcu (1898-1904). Prezes oddziału w Suchej Beskidzkiej Stowarzyszenia Pomocy Przemysłowej (1908-1909).
Działacz Narodowej Demokracji. Poseł do austriackiej Rady Państwa XI kadencji (17 lutego 1907 – 30 marca 1911) wybrany z okręgu wyborczego nr 38 ((Maków-Jordanów-Sucha-Milówka-Żywiec)), mandat objął 26 listopada 1908 po śmierci Antoniego Pawluszkiewicza, Członek Koła Polskiego w Wiedniu, należał do grupy posłów narodowo-demokratycznych.
Żonaty z Marią z Ćwiertniów. Jego czterech synów zasiliło Legiony Polskie. Synowie Czesław (1882-1914) Józef (1892-1914) polegli 28 października 1914 pod Babczą.
Pochowany na cmentarzu w Suchej Beskidzkiej.